# Colonna sonora di Dawson's Creek
Questa pagina descrive tutti i CD contenenti la colonna sonora del telefilm statunitense Dawson's Creek.

## Songs From Dawson's Creek
Songs From Dawson's Creek è il primo CD contenente la colonna sonora del telefilm Dawson's Creek.

### Tracce
1. Run Like Mad - Jann Arden
2. Kiss Me - Sixpence None the Richer
3. Lose Your Way - Sophie B. Hawkins
4. Feels Like Home - Chantal Kreviazuk
5. Life's A Bitch - Shooter
6. Ready For A Fall - PJ Olsson
7. Stay You - Wood
8. Any Lucky Penny - Nikki Hassman
9. Shimmer - Shawn Mullins
10. London Rain - Heather Nova
11. To Be Loved - Curtis Stigers
12. Letting Go - Sozzi
13. Cry Ophelia - Adam Cohen
14. Did You Ever Love Somebody - Jessica Simpson
15. I Don't Want To Wait - Paula Cole

## Songs From Dawson's Creek Volume 2
Songs From Dawson's Creek Volume 2 è il secondo CD contenente la colonna sonora del telefilm Dawson's Creek.

### Tracce
1. I Think I'm in Love With You - Jessica Simpson
2. Crazy for This Girl - Evan & Jaron
3. Respect - Train
4. I'm Gonna Make You Love Me - The Jayhawks
5. Givin' up on You - Lara Fabian
6. Superman (It's Not Easy) - Five for Fighting
7. If I Am - Nine Days
8. Never Saw Blue Like That - Shawn Colvin
9. I Think God Can Explain - Splender
10. Teenage Dirtbag - Wheatus
11. Broken Boy - Michal
12. Just Another - Pete Yorn
13. Show Me Heaven - Jessica Andrews
14. Daydream Believer - Mary Beth Maziarz

## Classifiche
| Classifica (1999) | Posizione più alta |
| ----------------- | ------------------ |
| Australia         | 1                  |
| Austria           | 2                  |
| Belgio (Fiandre)  | 32                 |
| Belgio (Vallonia) | 13                 |
| Finlandia         | 40                 |
| Francia           | 13                 |
| Norvegia          | 10                 |
| Nuova Zelanda     | 18                 |
| Svezia            | 4                  |

## Altre tracce
Il telefilm ha contribuito a rendere ancora più celebri altre canzoni come: 
- Kiss the rain - Billie Myers